# Évaluation économique des services écosystémiques
 (octobre 2021).
L'évaluation économique des services écosystémiques est un outil économique visant à quantifier les « bénéfices » apportés par un écosystème (en unité monétaire la plupart du temps). C'est un des outils importants de l'évaluation économique de la biodiversité

Il répond principalement au souhait et besoin d'utiliser le « langage économique » pour la préservation de la nature et de la biodiversité pour mieux intégrer l'environnement dans les dynamiques économiques.

## Contexte
Les services écosystémiques (ou « SE ») sont les bénéfices que les humains obtiennent des écosystèmes (MEA, 2005). On les classe en 4 catégories : approvisionnement, régulation, culturel, soutien.  
L’évaluation économique de ces services apparait au début des années 1970. Mais ne se développe que plus tard, avant d’être « démocratisé » par le MEA  et le TEEB. notamment. C’est pourquoi on s’aperçoit que les méthodes n’ont pas évolué depuis cette émergence en 1970 : le débat qui a eu lieu alors entre économiste de l’environnement et écologue a maintenant lieu à une échelle plus grande car le MEA a utilisé l’approche par service (assez simplifié) et y a ajouté l’évaluation économique. 
Il faut faire attention dans la littérature et les exemples d’utilisation car on parle d’évaluation économique de la nature, de la biodiversité ou des services écosystémiques : ce n’est pas la même chose, et surtout ça n’implique pas tout à fait les mêmes débats.

## L'évaluation économique

### les concepts économiques
Il est important de rappeler certains concepts micro-économiques de l’économie du bien-être car c’est sur eux que repose l’évaluation économique des services écosystémiques et les méthodes qui s’y rattachent.

#### la théorie du consommateur
C’est la théorie économique actuellement en vigueur qui modélise le comportement de l’agent économique. Elle se base sur le paradigme néoclassique que le consommateur cherche à maximiser son utilité dans sa consommation de biens et services.

#### le surplus du consommateur
Le surplus du consommateur est le bénéfice net individuel lié à la consommation d’un bien. Il représente ce qu’on serait prêt à payer en plus de ce qu’on paye déjà pour consommer ce bien.

#### le Consentement à Payer
Le consentement à payer "CAP" est la somme que l'individu est prêt à payer pour atteindre la même utilité dans une situation finale. 
Prenons l'exemple d'un individu habitant à côté d'une usine qui pollue. La pollution peut être diminuée en changeant de technologie. On aura donc:
La situation initiale I : L'air est pollué
La situation finale F : L'air est moins pollué
L'individu sera indifférent entre I et (F-CAP)
De plus l'individu sera indifférent entre F et (I + CAR), ou CAR est la Capacité à Recevoir.

### De quoi parle-t-on

#### Ce qu'est l'évaluation économique des SE
- ordre de grandeur
- un argument de sensibilisation
- un support de dialogue

#### Ce que n’est pas l'évaluation économique des SE
- une évaluation comptable ou financière
- un chiffre exploitable seul
- un moyen d'aboutir à la monétarisation

### la Valeur Économique Totale

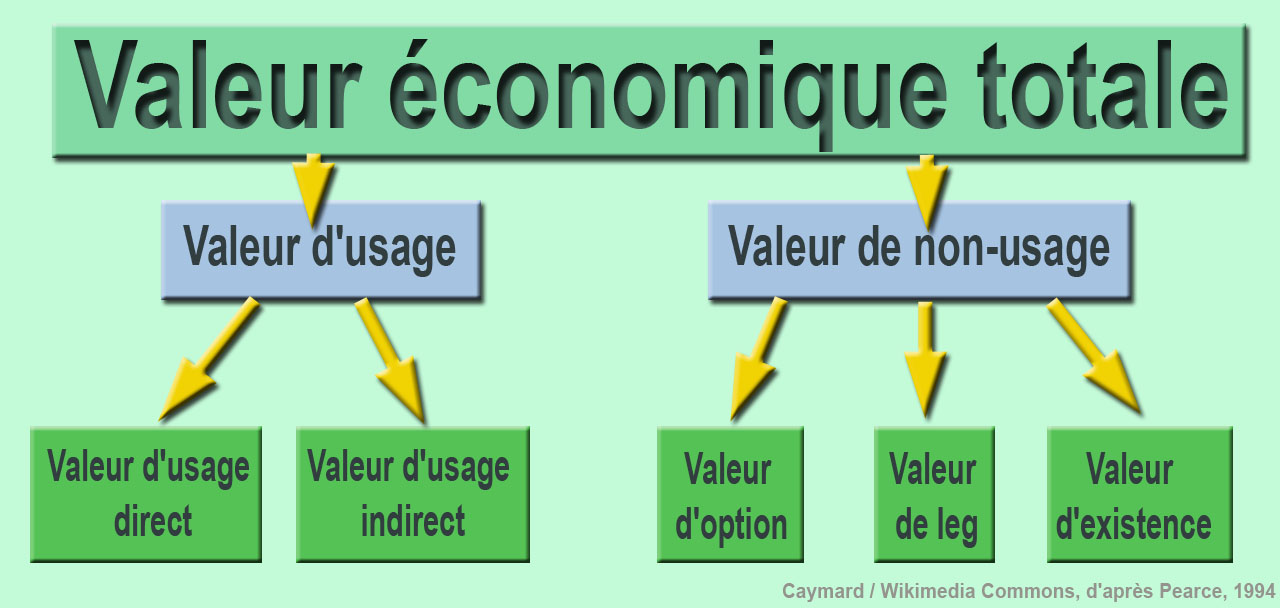
Ce schéma illustre les différents types de valeurs comprises dans la "valeur économique totale"

La Valeur Économique Totale (VET) est le cadre d'analyse économique le plus utilisé dans l'évaluation économique des services écosystémiques (SE). Les méthodes d’évaluations monétaires n’évaluent qu’un service à la fois, on peut ensuite les additionner pour obtenir une VET.
Les valeurs d'usage sont les valeurs des bénéfices concrets apportés par l’utilisation effective, envisagée ou possible d’un bien.
Les valeurs d’usages directs sont les valeurs provenant de la consommation directe des ressources, ou de l’interaction directe avec l’écosystème.
Les valeurs d’usages indirects sont la valeur attribuée aux activités de support et de protection que remplissent les écosystèmes. Ces activités sont nécessaires à la production de ressources donc on en bénéficie indirectement.  
Les valeurs de non usage représentent la satisfaction de savoir qu’un écosystème ou une espèce existe.  
La valeur d'option est le fait de savoir que l'on peut utiliser une ressource si on le désire, tout en décidant de ne pas le faire. C'est par exemple de ne pas exploiter une forêt en sachant que si on avait besoin de bois on peut l'utiliser.
Les valeurs d’existences sont basées sur des motivations éthiques ou religieuses poussant à conserver certains éléments d’un écosystème, comme une espèce remarquable.
Les valeurs de legs représentent le désir de transmettre notre patrimoine aux générations futures.

## Les méthodes

### Méthodes directes

#### La monétarisation au prix de marché
Pour les services d’approvisionnement surtout, on se base sur le prix d’un bien sur le marché pour évaluer le service « production de ce bien ».
ex. : Prix des céréales, du bois, des fibres etc.
Limites évidentes : le prix de l’eau sur le marché est loin de représenter sa valeur (problème des biens communs)

#### Effet de productivité
Aussi appelée fonction de production
Recoupe de très près la méthode précédente, il s’agit de mesurer la valeur d’un service qui entre en jeu dans la « production »  d’un B ou S marchand. 
Une meilleure qualité de l’eau joue sur la productivité des cultures irriguées ou les coûts de purifications de l’eau.

### Méthodes indirectes basées sur les préférences révélées

#### Les coûts évités
Ils correspondent aux dépenses qu’il faudrait engager si le service n’était pas assuré par l'écosystème ; autrement dit, c’est le coût de la fourniture de ce service de façon artificielle. Un exemple bien connu est celui de la quantification du coût de la pollinisation manuelle si elle n’est pas ou plus faite par des insectes. La détermination des coûts évités nécessite une bonne description des services rendus par l’écosystème.

#### Coûts de restauration, de remplacement ou de relocalisation
C’est le même principe que la méthode précédente mais au lieu de remplacer seulement le service artificiellement on veut restaurer ou reproduire un écosystème fonctionnel. C’est sur ce principe que se base la compensation.
ex. : compensation, recréer une zone humide

#### Prix hédonistes
Elle repose sur l’idée que le prix d’un bien immobilier dépend de ses caractéristiques, parmi lesquelles certaines sont liées à la qualité de l’environnement. Les différences de prix constatées, entre des biens présentant, par ailleurs, des caractéristiques identiques traduisent alors des différences en matière d’environnement. Elles fournissent une information sur le prix implicite du bien qui améliore (ou dégrade) la qualité de l’environnement.
Cette méthode a surtout été appliquée pour estimer l’impact de la valeur récréative d’un site (par exemple un parc urbain) ou de la pollution atmosphérique, du bruit, sur le prix des logements.

#### Coûts de transport
La valeur accordée à un bien environnemental est révélée par les coûts de transport que les visiteurs supportent pour s’y rendre. Il s'agit d'une méthode de valorisation indirecte de l'estimation, car la valeur du site est basée sur l'estimation d'une fonction de demande
Uniquement pour des services récréatifs

### Méthodes directes basées sur les préférences déclarées

#### Évaluation contingente
Contrairement aux précédentes, cette méthode ne s’appuie pas sur l’observation des comportements. Elle utilise la reconstitution d’un marché fictif (contingent) pour inciter les individus à révéler la valeur qu’ils accordent à un bien ou un milieu naturel, à son amélioration ou aux dommages qui lui ont été causés : c’est le consentement à payer (CAP). Sa mise en œuvre repose sur la réalisation d’enquêtes, auprès d’un échantillon représentatif de la population concernée, au cours desquelles on soumet, aux personnes interrogées, différents scénarios fictifs. Cette approche permet d’évaluer des valeurs de non-usage et la valeur d’un projet avant sa mise en œuvre.
Services récréatifs, valeurs de non usage, valeurs de la biodiversité

#### Analyse conjointe
C’est une technique  adaptée du marketing. Comme l’évaluation contingente elle mesure les préférences par des enquêtes.
Reste assez marketing, rare en évaluation de bien non marchand, pourtant il semblerait qu’elle soit plus performante que l’évaluation contingente.

#### Les modèles de choix discret
Les modèles de choix discret sont largement utilisés dans plusieurs disciplines, dont le marketing et le transport, pour analyser des données issues de questionnaires de préférences déclarées. Par rapport à l'analyse conjointe, ils ont l'avantage de se fonder sur la théorie économique de la demande, et en particulier sur la notion d'utilité. L'utilité est considérée comme une variable latente, sous-jacente au choix. Sera choisie l'option qui présente la plus grande utilité. Les modèles de choix discret considèrent cette utilité comme une variable aléatoire et tentent de l'estimer. Le plus souvent, l'utilité est considérée comme une fonction linéaire de plusieurs variables. Par exemple, dans le cas du choix entre la voiture et les transports publics, l'utilité dépendra linéairement du temps de trajet et du coût. À ceci s'ajoutera un terme d'erreur aléatoire.
Ils peuvent être particulièrement adapté tant dans le domaine du transport et du choix modal que de l'évaluation de la valeur de biens non marchands tels qu'un paysage (où l'on souhaiterait construire une ligne à haute tension ou des éoliennes).

### Le transfert de valeurs
Cette méthode est aussi appelée transfert de bénéfices ou transfert d'avantage.
C'est "le transfert d'estimations existantes de valeurs non marchandes en vue de les utiliser dans le cadre d'une nouvelle étude différente de celle pour laquelle elles ont été initialement établies" (Boyle et Bergstrom, 1992).
Elle consiste à transférer les résultats d'études menées précédemment sur un autre site présentant des services similaires. 
Il ne s'agit pas ici de transférer la VET mais bien des valeurs par service. Ce transfert nécessite généralement des ajustements statistiques et contextuels.
Cette méthode est de plus en utilisée car elle est plus rapide et moins coûteuse, qu'une étude primaire.

## Le débat
Le rapport du Programme des Nations Unies pour l’environnement (PNUE) constatait en 2011 l’absence de progrès dans la sauvegarde de la biodiversité et des services écosystémiques. Au regard de l’insuffisance des moyens publics qui y étaient consacrés et de l’importance des montants devant y l’être il préconise le recours à la finance. L’intervention de la finance impliquait l’évaluation économique des services écosystémiques. Dans leur « Déclaration du capital naturel » à la Conférence des Nations unies sur le développement durable 2012 (Rio+20) les financiers se sont engagés à participer à l’évaluation du capital naturel et à investir dans sa préservation.
Les tenants de l'écologie profonde s’opposent à l’évaluation économique des services écosystémiques de même qu’à la marchandisation, à la monétarisation de la nature et à la financiarisation de la nature. Ils constatent que ne devant être qu’un moyen au service de la sauvegarde de la nature cette évaluation devient un élément principal de décision dans sa conservation .